# ۲۵ باند
۲۵ باند یک گروه موسیقی اهل ایران است که از زوجی جوان به نام‌های تهمینه و عادل تشکیل شده‌است. 

## زندگی‌نامه
عادل (متولد ۱۹ آبان ۱۳۶۲ تربت حیدریه) و تهمینه (متولد ۱۷ دی ۱۳۶۴ بم) . عادل فارغ‌التحصیل مهندسی کشاورزی و تهمینه فارغ‌التحصیل مهندسی نرم‌افزار در دانشگاه آزاد شهر کاشمر است. عادل قبل از تشکیل گروه ۲۵ در یک گروه دیگر به نام ۳zgi فعالیت داشت. این زن و شوهر در گفتگوی تلویزیونی اعلام نمودند که سالیان اخیر را در شهرهای سانتامونیکا و اینک نیز در بورلی هیلز زندگی کرده‌اند. این دو شهر در ایالت کالیفرنیای آمریکا قرار دارند.

## تک‌آهنگ‌ها
- بیا بیا
- پورتوریکه
- جانان ( آهنگساز حمید شجاعی)
- ترس ( آهنگساز حمید شجاعی)
- از پیشم میری
- توی راه عشقیم (حذف از پلتفرم به علت رعایت نکردن حقوق آهنگساز)
- خاطره‌ها (ترانه و ملودی و تنظیم: محمد ترمئی)
- اشتباه
- دوست دارم این کارارو (حذف از پلتفرم به علت رعایت نکردن حقوق آهنگساز)
- باش تا ببینی
- همیشه با همیم (کپی شده از آهنگ قدیمی دهه ۹۰)
- جو گندمی (تنظیم حمید شجاعی)
- دلم آب شد
- حضرت یار
- یالا یالا
- شازده
- ماچ

## آلبوم‌ها
- پاتوریکو(۱۳۹۰)
- حق با توست(۱۳۹۱)
- باور(۱۳۹۴)
- 4(۱۳۹۶)
- جان جانان(۱۳۹۸)